# Palpita venatalis
Palpita venatalis es una especie de polillas perteneciente a la familia Crambidae descrita por William Schaus en 1859. 
Se encuentra en Guatemala, Costa Rica y Panamá.